# Conseil d'État du canton d'Uri
Pour les autres articles nationaux ou selon les autres juridictions, voir Conseil d'État.
Le Conseil d'État du canton d'Uri (en allemand : Regierungsrat des Kantons Uri) est le gouvernement du canton d'Uri, en Suisse. 

## Description
Le Conseil d'État est composé de sept membres. 
Le président porte le titre de landamann, le vice-président celui de landestatthalter.
Chaque conseiller d'État est à la tête d'un ou de plusieurs départements (en allemand : Direktion). Les départements sont au nombre de sept (état au 1er janvier 2021) : 
- Direction des constructions (Baudirektion)
- Direction de la formation et de la culture (Bildungs- und Kulturdirektion). Le sport et les archives font également partie de son domaine de compétences[4].
- Direction des finances (Finanzdirektion)
- Direction de la santé, des affaires sociales et de l'environnement (Gesundheits-, Sozial- und Umweltdirektion)
- Direction de la justice (Justizdirektion). Le registre foncier et l'aménagement du territoire font également partie de son domaine de compétences[5].
- Direction de la sécurité (Sicherheitsdirektion). Outre la police, l'armée et la protection de la population, le trafic routier et les transports sur voie d'eau, la sylviculture et la chasse font partie de son domaine de compétences[6].
- Direction de l'économie (Volkswirtschaftsdirektion). Les transports publics, l'emploi, la migration et l'agriculture font également partie de son domaine de compétences[7].

Le président dirige au surplus le département présidentiel (Landamannamt), auquel est rattachée la Chancellerie (Standeskanzlei).

## Élection
Les membres du Conseil d'État sont élus au scrutin majoritaire à deux tours pour une période de quatre ans. Leur entrée en fonction est fixée au 1er juin. Le landamann et le landestatthalter sont élus pour deux ans. 
Seuls trois membres de la même commune peuvent siéger simultanément au Conseil d'État. Un conseiller d'État ne peut pas être simultanément membre d'une autorité communale,. 

## Composition actuelle (2024-2028)
À la suite des élections cantonales du 3 mars 2024, 5 sièges sur 7 ont été attribués par majorité absolue.
Un second tour a eu lieu le 21 avril 2024 pour deux sièges vacants restants lors duquel le PS a perdu sont unique siège. Le gouvernement d'Uri est ainsi occupé exclusivement par des partis bourgeois.
- Urs Janett (PLR)
- Christian Arnold (UDC)
- Céline Huber (Le Centre)
- Urban Camenzind (Le Centre)
- Daniel Furrer (Le Centre)
- Georg Simmen (PLR)
- Hermann Epp (Le Centre)

## Anciennes compositions

### 2020-2024
- Christian Arnold (UDC) : Direction de la santé, des affaires sociales et de l'environnement
- Urban Camenzind (Le Centre) : Direction de l'économie, président de 2020 à 2022
- Daniel Furrer (Le Centre) : Direction de la justice
- Urs Janett (PLR) : Direction des finances, vice-président de 2020 à 2022
- Beat Jörg (PLR) : Direction de la formation et de la culture
- Dimitri Moretti (PS) : Direction de la sécurité
- Roger Nager (PLR) : Direction des constructions

### 2016-2020
- Barbara Bär (PLR) : Direction de la santé, des affaires sociales et de l'environnement
- Urban Camenzind (PDC) : Direction de l'économie
- Urs Janett (PLR) : Direction des finances,
- Beat Jörg (PLR) : Direction de la formation et de la culture, président de 2016 à 2018
- Dimitri Moretti (PS) : Direction de la sécurité
- Roger Nager (PLR) : Direction des constructions, président de 2018 à 2020
- Heidi Z’graggen (PDC) : Direction de la justice

### 2012-2016
- Beat Arnold (UDC) : Direction de la sécurité
- Barbara Bär (PLR) : Direction de la santé, des affaires sociales et de l'environnement
- Urban Camenzind (PDC) : Direction de l'économie
- Josef Dittli (PDC) : Direction des finances, président de 2012 à 2014
- Beat Jörg (PLR) : Direction de la formation et de la culture
- Heidi Z’graggen (PDC) : Direction de la justice, présidente de 2014 à 2016
- Markus Züst (PS) : Direction des constructions

### 2008-2012
- Josef Arnold (PDC) : Direction de la formation et de la culture
- Isidor Baumann (PDC) : Direction de l'économie, président de 2008 à 2010
- Josef Dittli (PDC) : Direction de la sécurité (2008-10), Direction des finances (2010-12)
- Stefan Fryberg (PLR) : Direction de la santé, des affaires sociales et de l'environnement
- Heidi Z'graggen (PDC) : Direction de la justice
- Markus Züst (PS) : Direction des constructions, président de 2010 à 2012
- Markus Stadler (PVL) : Direction des finances (2008-10), remplacé par Beat Arnold (UDC) : Direction de la sécurité (2010-12)

### 2004-2008
- Josef Arnold (PDC) : Direction de la formation et de la culture, président de 2004 à 2006
- Isidor Baumann (PDC) : Direction de l'économie
- Josef Dittli (PDC) : Direction de la sécurité
- Stefan Fryberg (PRD) : Direction de la santé, des affaires sociales et de l'environnement
- Heidi Z'graggen (PDC) : Direction de la justice
- Markus Züst (PS) : Direction des constructions
- Markus Stadler (indépendant) : Direction des finances, président de 2006 à 2008

### 2000-2004
- Josef Arnold (PDC) : Direction de la formation et de la culture
- Isidor Baumann (PDC) : Direction de l'économie
- Oskar Epp (PDC) : Direction des constructions
- Martin Furrer (PDC) : Direction de la justice, président de 2000 à 2002
- Gabi Huber (PRD) : Direction des finances, présidente de 2002 à 2004
- Peter Mattli (PRD) : Direction de la sécurité
- Markus Stadler (indépendant) : Direction de la santé, des affaires sociales et de l'environnement

## Histoire
La première Constitution uranaise, qui date de 1850-51, prévoit que le Conseil d'État se compose de 11 membres, élus par la Landsgemeinde et que les cinq principales régions du canton doivent y être représentées. Le landamann, son suppléant et le responsable des finances sont élus pour un an, les autres membres du gouvernement pour quatre ans. 
En 1881, le nombre de conseillers d'État est réduit à neuf, élus pour trois ans. La nouvelle constitution de 1888 réduit encore une fois leur nombre, à sept membres. Elle n'impose plus la représentation des cinq principales régions, mais uniquement que la composition du gouvernement doit tenir compte équitablement des régions. Elle introduit un renouvellement partiel du gouvernement tous les deux ans, mais cette règle est abrogée par la Landsgemeinde en 1915.
Après l'abolition de la Landsgemeinde en 1928, le Conseil d'État est élu dans les urnes tous les quatre ans, tandis que le mandat du landamann et de son suppléant passent à deux ans.
De 1888 à 1912, le Conseil d'État est composé uniquement de membres du Parti catholique-conservateur. En 1912, un premier représentant de l'ancêtre du Parti libéral-radical (PLR), Carl Gissler, accède au gouvernement. De 1920 à 1924, ce dernier est composé de quatre conservateurs et quatre libéraux, puis de cinq conservateurs et 3 libéraux jusqu'en 1953, date à laquelle un des représentants de l'aile conservatrice du Parti catholique-conservateur est remplacé par un représentant de l'aile chrétienne-sociale. Cette formule magique (3 conservateurs, 2 libéraux, 1 chrétien-social) tient jusqu'en 1968, année lors de laquelle le Parti socialiste (PS) parvient pour la première fois, avec Franz Achermann, à décrocher un siège au gouvernement, au détriment du parti chrétien-social. Ce dernier est à nouveau représenté en 1984, et même avec deux membres en 1988.
En 1996, Gabi Huber est la première femme élue au Conseil d'État uranais, suivie huit ans plus tard par Heidi Z'graggen.
En 2000, le PS perd son siège, après 32 ans de présence au gouvernement, remplacé par un indépendant, Markus Stadler.
En 2010, l'Union démocratique du centre (UDC) accède pour la première fois au gouvernement.

### Direction des constructions
La Direction des constructions (Baudirektion) existe depuis 1888. Outre les bâtiments et les constructions, elle est chargée de l'énergie et de l'entretien des routes nationales.

### Direction de la formation et de la culture
La Direction de la formation et de la culture (Bildungs- und Kulturdirektion) existe sous cette appellation depuis 2000.
De 1968 à 2000, elle porte le nom de Direction de l'instruction publique (Erziehungsdirektion).

### Direction des finances
La Direction des finances (Finanzdirektion) existe depuis 1888. 
Les affaires militaires lui sont brièvement rattachées de 1976 à 1980, période durant laquelle elle porte le nom de Direction des finances et des affaires militaires (Finanz- und Militärdirektion).

### Direction de la santé, des affaires sociales et de l'environnement
La Direction de la santé, des affaires sociales et de l'environnement (Gesundheits-, Sozial- und Umweltdirektion) existe sous cette appellation depuis 1984.
Elle se nomme Direction des tutelles et des pauvres de 1888 à 1952 (Vormundschafts- und Armendirektion), Direction des pauvres (Armendirektion) jusqu'en 1968, Direction des pauvres, des tutelles et des questions sanitaires (Armen-, Vormundschafts- und Sanitätsdirektion) jusqu'en 1980 et enfin Direction de la santé, de l'assistance sociale et des tutelles (Gesundheits-, Fürsorge- und Vormundschaftsdirektion) jusqu'en 1984.

### Direction de la justice
La Direction de la justice (Justizdirektion) existe sous cette appellation depuis 1984.
Elle se nomme Direction de la justice et des affaires militaires (Justiz- und Militärdirektion) de 1888 à 1890, Direction de la justice et de la police (Justiz- und Polizeidirektion) jusqu'en 1920, Direction de la justice et des affaires communales (Justiz- und Gemeindedirektion) jusqu'en 1936, Direction des affaires militaires et de la justice (Militär- und Justizdirektion) jusqu'en 1952, Direction de la justice (Justizdirektion) jusqu'en 1968, puis enfin à nouveau Direction de la justice et de la police (Justiz- und Polizeidirektion) jusqu'en 1984.

### Direction de la sécurité
La Direction de la sécurité (Sicherheitsdirektion) existe sous cette appellation depuis 2000.
Elle se nomme Direction de la police et des affaires sanitaires (Polizeidirektion- und Sanitätsdirektion) de 1888 à 1890, Direction de justice et de la police (Justiz- und Polizeidirektion)  jusqu'en 1920, à nouveau Direction de la police et des affaires sanitaires (Polizei- und Sanitätsdirektion) jusqu'en 1952, Direction de la police (Polizeidirektion) jusqu'en 1968, puis à nouveau Direction de la justice et de la police jusqu'en 1984 et enfin Direction de la police (Polizeidirektion).

### Direction de l'économie
La Direction de l'économie (Volkswirtschaftsdirektion) existe sous cette appellation depuis 1984.
Elle se nomme Direction de l'agriculture et du commerce (Direktion für Landwirtschaft und Gewerbe) de 1888 à 1920, puis est subdivisée en deux directions jusqu'en 2000 : d'un côté, la Direction de l'agriculture (Landwirtschaftsdirektion) jusqu'en 1984, puis la Direction de l'agriculture de la sylviculture (Land- und Forstwirtschaftsdirektion) ; de l'autre, la Direction des affaires militaires et du commerce (Militär- und Gewerbedirektion) jusqu'en 1936, la Direction du commerce et des affaires communales (Gewerbe- und Gemeindedirektion) jusqu'en 1952, la Direction du commerce (Gewerbedirektion) jusqu'en 1968, la Direction des affaires militaires, du commerce et des affaires communales (Militär-, Gewerbe- und Gemeindedirektion) jusqu'en 1976 et enfin à nouveau la Direction du commerce et des affaires communales (Gewerbe- und Gemeindedirektion) jusqu'en 1984.